# حضرة العمدة (مسلسل)
حضرة العمدة هو مسلسل درامي و تشويقي و كوميدي و ديني و جريمة مصري عُرض في شهر رمضان 1444 هـ/2023، من بطولة روبي، أحمد رزق، سميحة أيوب، محمود عبد المغني، بسمة، إدوارد ونهلة سلامة وجميل برسوم وحسام داغر ودنيا جمعة وإيهاب فهمي وصولا عمر ودينا

## قصة المسلسل
طمعًا في سيطرة العائلة على قرية تل شبورة، يقنع جلال - ابنة عمه صفية، الأستاذة الجامعية الأرملة، بتولي منصب عمدة القرية، ومن ثم تواجه صفية مشاكل لم تكن في حسبانها.

## فريق العمل
- إخراج: عادل أديب
- تأليف: إبراهيم عيسى
- إنتاج: مجموعة فنون مصر (ريمون مقار - محمد محمود عبد العزيز)